# Indian Council of Medical Research
L’Indian Council of Medical Research (ICMR) est chargé de superviser la formulation, la coordination et la promotion de la recherche biomédicale en Inde. L'un des plus anciens organismes de recherche au monde dans ce domaine, il est aussi l'un des plus grands par le nombre de chercheurs. Il est financièrement soutenu par le gouvernement de l'Inde par le biais du Department of Health Research, partie du ministère de la Santé et du bien-être familial,.
Les 26 instituts nationaux de l'ICMR se chargent d'eux-mêmes d'étudier des sujets portant sur la santé, tels que tuberculose, lèpre, choléra, maladies diarrhéique, maladies virales (y compris le SIDA), malaria, leishmaniose viscérale, contrôle des vecteurs de transmission, nutrition, toxicologie de l'alimentation, des drogues et des médicaments, reproduction, immuno-hématologie, oncologie, statistiques médicales. Ses 6 centres de recherche régionaux sont chargés des problèmes de santé à leur niveau.

## Histoire
En 2007, l'ICMR fonde Clinical Trials Registry – India (en), qui est le registre national des essais cliniques